# Senecio scopolii
Senecio scopolii là một loài thực vật có hoa trong họ Cúc. Loài này được Hoppe & Hornsch. miêu tả khoa học đầu tiên năm 1818.